# Sainte-Gemme (Marne)
Sainte-Gemme é uma comuna francesa na região administrativa do Grande Leste, no departamento de Marne. Estende-se por uma área de 7.25 km², e possui 138 habitantes, segundo o censo de 2018, com uma densidade de 19 hab/km².